# Tichon av Zadonsk

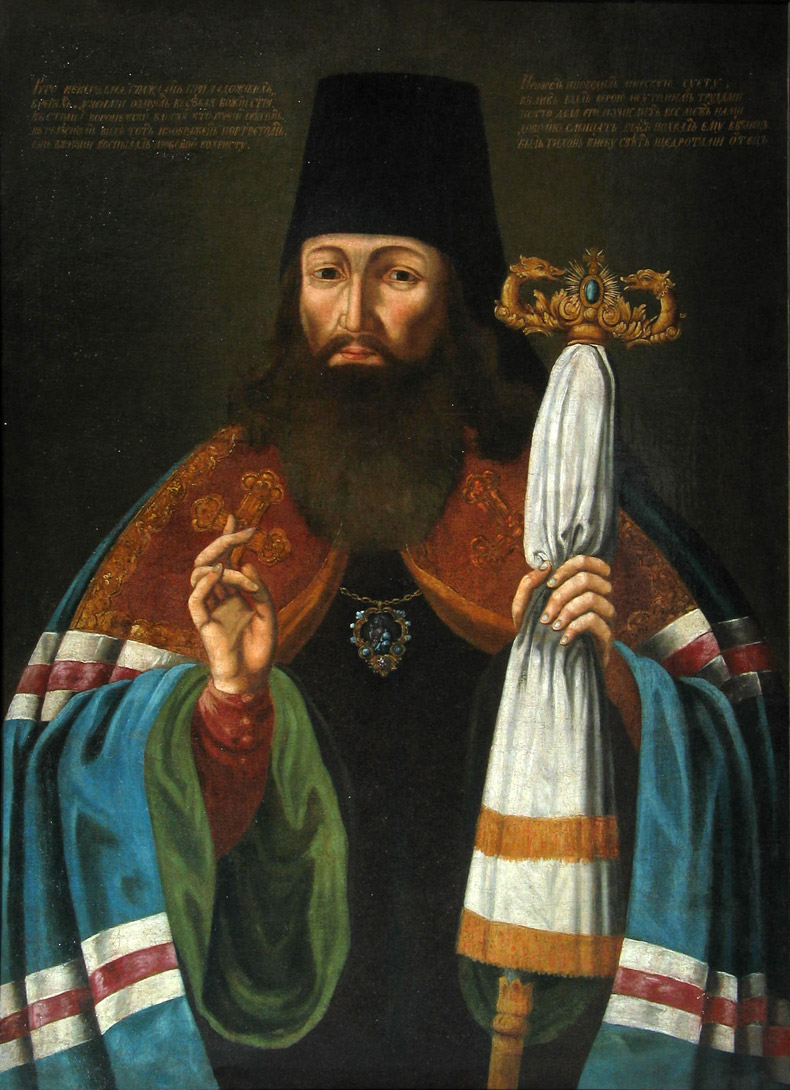
Tichon av Zadonsk

Tichon av Zadonsk (ryska: Тихон Задонский), född 1724 i guvernementet Novgorod, död 24 augusti 1783 i Zadonskklostret, var en rysk munk.
Tichon blev 1763 biskop i Voronezj, men nedlade ämbetet 1767 och levde sedan ett asketiskt liv i Zadonskklostret. Han verkade nitiskt för klosterväsendets och prästerskapets andliga reformering och för folkskolan. Han författade många uppbyggelseskrifter, av vilka några utgått i flera dussin upplagor. Hans samlade skrifter utgavs 1825, 1836 och 1889.